# Czarny Wierch (Tatry Bielskie)
Czarny Wierch (ok. 1364 m) – rozległe wzniesienie w północno-zachodniej grani Hawrania w słowackich Tatrach Bielskich. Znajduje się na północnym krańcu grani. Stoki zachodnie i północno-zachodnie opadają do Hawraniego Kanionu, wschodnie do dolnej części Doliny Czarnego Potoku, północne do najniższej części Czarnego Potoku, na południu płytka przełęcz Czarne Siodło oddziela go od  Jeleniej Kopki. Partie szczytowe to rozległy płaskowyż.
Tylko dolna część zboczy nad Hawranim Kanionem jest urwista, poza tym cały Czarny Wierch jest porośnięty lasem. W 1997 roku 80% jego powierzchni stanowiły wiatrołomy, służbom leśnym Tatrzańskiego Parku Narodowego wiele lat pracy  zajęła rekultywacja. Na czarnym Wierchu jest gęsta sieć dróg i ścieżek, ale jest to zamknięty dla turystów i taterników obszar ochrony ścisłej Tatrzańskiego Parku Narodowego.